# Voetbalelftal van Gozo (mannen)
Het voetbalelftal van Gozo is een team van voetballers dat Gozo vertegenwoordigt bij internationale wedstrijden. Gozo is lid van de ConIFA, de wereldvoetbalbond die bestemd is voor de landen die geen lid zijn van de FIFA en de UEFA. Gozo is dus uitgesloten van deelname aan het WK en het EK.

1 CONCACAF-lid · 2 geassocieerd CAF-lid · 3 geassocieerd OFC-lid · 4 geassocieerd AFC-lid